# ねじれたシルエット
『ねじれたシルエット』は、小室しげ子,原・遠藤今日美による日本の漫画作品。『なかよしデラックス』（講談社）にて1983年連載された。

## 書誌情報
- ねじれたシルエット 発売日： 1984/12  ISBN 978-4061084605
  - 血ぬられたマリオネット(なかよしデラックス1983年)／呪われたラブゲーム(なかよしデラックス1984年)